# Ниенштедт
Шаблон:Муниципалитет в Германии
Ниенштедт (нем. Nienstedt) — муниципалитет в Германии, в земле  Нижней Саксонии.

## География
Входит в состав района Зангерхаузен , в округе Шаумбург.
Подчиняется управлению Альштедт-Кальтенборн.  Население составляет 4450 человек (на 31 декабря 2019 года). Занимает площадь 9,96 км².
Ниенштедт находится на северных склонах холма Бюкеберг, между Бюкебергом и Штадтхагеном.